# Softbank SA
Softbank SA – polska firma informatyczna istniejąca samodzielnie do stycznia 2007 roku.
Softbank został założony w 1989 jako spółka z ograniczoną odpowiedzialnością. Firma dostarczała rozwiązania informatyczne dla administracji publicznej, sektora bankowego
i ubezpieczeniowego. Była właścicielem portalu finansowego Expander.pl.
W 1993 część udziałów nabył ICL Holding BV. Następnie Softbank został przekształcony w spółkę akcyjną. W 1997 jej przychody ze sprzedaży przekroczyły 86 mln zł, a zysk netto – 12,5 mln. W 1998, przed giełdowym debiutem, ICL posiadał 51% akcji, a ówczesny prezes Aleksander Lesz – 49%. Pierwsze notowanie akcji Softbanku na warszawskiej giełdzie miało miejsce 2 czerwca 1998.
W 2002 roku firma Prokom Software przejęła kontrolny pakiet akcji Softbanku.
W styczniu 2007 roku zostało w sądzie zarejestrowanie połączenie Asseco Poland i Softbanku, w wyniku którego połączone przedsiębiorstwo rozpoczęło funkcjonowanie jako Asseco Poland, a więc de facto było to przejęcie Softbanku i zakończenie samodzielnej działalności biznesowej tej firmy.